# Grand Ledge
Grand Ledge es una ciudad ubicada en el condado de Eaton, aunque una pequeña parte se extiende hacia condado de Clinton, en el estado estadounidense de Míchigan. En el Censo de 2010 tenía una población de 7786 habitantes y una densidad poblacional de 822,26 personas por km².

## Geografía
Grand Ledge se encuentra ubicada en las coordenadas 42°45′12″N 84°44′29″O / 42.75333, -84.74139. Según la Oficina del Censo de los Estados Unidos, Grand Ledge tiene una superficie total de 9.47 km², de la cual 9.26 km² corresponden a tierra firme y (2.24%) 0.21 km² es agua.

## Demografía
Según el censo de 2010, había 7786 personas residiendo en Grand Ledge. La densidad de población era de 822,26 hab./km². De los 7786 habitantes, Grand Ledge estaba compuesto por el 94.44% blancos, el 0.87% eran afroamericanos, el 0.5% eran amerindios, el 0.76% eran asiáticos, el 0.08% eran isleños del Pacífico, el 0.87% eran de otras razas y el 2.48% pertenecían a dos o más razas. Del total de la población el 4.6% eran hispanos o latinos de cualquier raza.